# Karsten Behr
Karsten Behr (* 12. Dezember 1964 in Hamburg) ist ein deutscher Politiker (CDU). Von 1994 bis 2008 war er Mitglied des Niedersächsischen Landtages.

## Leben und Beruf
Behr besuchte die Grundschule am Burggraben in Stade und anschließend die Stader Vincent-Lübeck-Schule. Nach seinem Abitur und Wehrdienst studierte er an der Universität Hamburg Betriebs- und Volkswirtschaftslehre. Seit 2009 ist Behr Geschäftsführer der Niedersächsischen Bingo-Umweltstiftung.
Behr ist verheiratet. Er hat zwei Söhne und eine Tochter.

## Partei
Behr engagiert sich seit seinem 20. Lebensjahr parteipolitisch. Er trat 1985 in die Junge Union und 1988 in die CDU ein. Zwischen 1988 und 1992 war er JU-Ortsverbandsvorsitzender in Wiepenkathen, von 1989 bis 1993 Vorsitzender des JU-Kreisverbandes Stade. Im Jahr 1989 wurde Behr zudem in den Kreisvorstand der Stader CDU gewählt. Ab 1991 gehörte er zusätzlich dem CDU-Bezirksvorstand an. Von 1993 bis 1995 war er Bezirksvorsitzender der JU Elbe-Weser. Von 1995 bis 2004 war er Kreisvorsitzender der CDU Stade. Den Kreisvorsitz gab Behr im Zuge einer Affäre um illegale Beschäftigungsverhältnisse in der Stader CDU-Kreisgeschäftsstelle ab. Behr ist stellvertretender Bezirksvorsitzender der CDU Elbe-Weser.
2007 verlor Behr eine parteiinterne Kampfabstimmung gegen den damaligen stellvertretenden CDU-Kreisvorsitzenden Kai Seefried um die Direktkandidatur seiner Partei im Wahlkreis 56 (Stade) bei der niedersächsischen Landtagswahl 2008.

## Abgeordneter
Behr wurde 1994 und 1998 über die Landesliste der CDU Niedersachsen in den Landtag gewählt. Bei der Landtagswahl 2003 zog er mit 54,6 Prozent der Erststimmen als direkt gewählter Abgeordneter für den Wahlkreis Stade ins Landesparlament ein. Bei der Wahl zum 16. Niedersächsischen Landtag am 27. Januar 2008 kandidierte Behr auf Platz 79 der Landesliste der CDU in Niedersachsen und verpasste den erneuten Einzug in den Niedersächsischen Landtag.
Als Vertreter Niedersachsens gehörte Behr von 2003 bis 2008 dem Kongress der Gemeinden und Regionen des Europarates (KGRE) an. Das Land entsandte ihn zunächst von 2003 bis 2006 als stellvertretendes Mitglied und von 2006 bis 2008 als ordentliches Mitglied in das beratende Organ des Europarates. Während seiner Mitgliedschaft war er unter anderem stellvertretender Vorsitzender des Institutionellen Ausschusses der Kammer der Regionen.
2004 war Behr für das Land Niedersachsen Mitglied der 12. Bundesversammlung.

## Kommunalpolitik
Behr ist Mitglied des Rates der Hansestadt Stade und war dort von 2001 bis 2011 Vorsitzender der CDU/Wählergemeinschaft/FDP-Gruppe. Seit 2016 ist er Vorsitzender des Stadtrates.
Behr war von 1991 bis 2009 Mitglied im Kreistag des Landkreises Stade. Von 2007 bis 2009 war er Erster Stellvertretender Landrat. Im Kreistag war Behr zuletzt Mitglied des Kreisausschusses, des Ausschusses für Regionalplanung und Umweltfragen sowie des Ausschusses für Wirtschaft, Verkehr, Landwirtschaft und Tourismus.
Als Vertreter des Landkreises Stade ist Behr Mitglied des Aufsichtsrates der Eisenbahnen und Verkehrsbetriebe Elbe-Weser GmbH (EVB), der Gesellschafterversammlung der Verkehrsgesellschaft Nord-Ost-Niedersachsen mbH (VNO) sowie der Gesellschafterversammlung der Hamburger Verkehrsverbundes GmbH (HVV).